# Aeolesthes laosensis
Aeolesthes laosensis là một loài bọ cánh cứng trong họ Cerambycidae.